# Планина при Церкнем
Планина при Церкнем (словен. Planina pri Cerknem, итал. Planina di Circhina) је насељено место у општини Церкно, Горишка регија, Словенија.

## Историја
До територијалне реорганизације у Словенији била је у саставу старе општине Идрија.

## Становништво
У попису становништва из 2011. године, Планина при Церкнем је имала 137 становника.
| Број становника према пописима | Број становника према пописима | Број становника према пописима |
| ------------------------------ | ------------------------------ | ------------------------------ |
| 1991. године                   | 2002. године                   | 2011                           |
| 153                            | 159                            | 137                            |

Напомена: До 1955. исказивано под именом Планина.